# Lagynochthonius novaeguineae
Espèce
Synonymes
- Tyrannochthonius novaeguineae Beier, 1965

Lagynochthonius novaeguineae est une espèce de pseudoscorpions de la famille des Chthoniidae.

## Distribution
Cette espèce est endémique de Nouvelle-Guinée. Elle se rencontre en Indonésie et en Papouasie-Nouvelle-Guinée,.

## Description
Les mâles mesurent de 0,9 à 1,35 mm et les femelles de 1,1 à 1,3 mm.

## Étymologie
Son nom d'espèce lui a été donné en référence au lieu de sa découverte, la Nouvelle-Guinée.

## Publication originale
- Beier, 1965 : Die Pseudoscorpioniden Neu-Guineas und der benachbarten Inseln. Pacific Insects, vol. 7, no 4, p. 749-796 (texte intégral).